# ألفريد مايسنر
ألفريد مايسنر (بالألمانية: Alfred Meißner) هو كاتب بوهيمي ألماني.

## حياته
بعد دراسته الطب في براج عمل مايسنر طبيبا في مستشفى لمدة قصيرة، ثم تفرغ للكتابة الحرة، وبعد إقامته لسنوات طويلة في براج انتقل إلى بريجينتس في عام 1869م.
كان صديقاً وكاتباً لسيرة الشاعر هاينريش هاينه.

## روابط خارجية
- ألفريد مايسنر على موقع ميوزك برينز (الإنجليزية)